# 10e régiment de tirailleurs algériens
Le 10e Régiment de Tirailleurs Algériens était un régiment d'infanterie appartenant à l'Armée d'Afrique qui dépendait de l'armée de terre française.

## Création et différentes dénominations
- 1918: Création du 10e régiment de marche de tirailleurs algériens
- 1920: Renommé 10e Régiment de Tirailleurs Algériens

## Chefs de corps

### Première Guerre mondiale
En 1918. Verdun (mi-mai, Aisne bataille de la Marne, ligne Hindenburg, bataille de Saint-Thierry, bataille de la Serre, poussée jusqu'à la Meuse.

## Inscriptions portées sur le drapeau du régiment
Son drapeau ne porte aucune inscriptions

## Décorations
Sa cravate est décorée de la Croix de guerre 1914-1918 avec deux palmes (deux citations à l'ordre de l'armée).
Il a le droit au port de la Fourragère aux couleurs de la du ruban Croix de Guerre 1914-1918.

## Sources et bibliographie
- Anthony Clayton, Histoire de l'Armée française en Afrique 1830-1962, Albin Michel, 1994
- Robert Huré, L'Armée d'Afrique: 1830-1962, Charles-Lavauzelle, 1977